# تپه چاه ۱۳
تپه چاه ۱۳ مربوط به مس سنگی - عصر مفرغ - عصر آهن است و در شهرستان کبودرآهنگ، بخش مرکزی، دهستان سبزدشت، ۳ کیلومتری جنوب شرق روستای عین آباد واقع شده و این اثر در تاریخ ۷ اسفند ۱۳۸۶ با شمارهٔ ثبت ۲۱۵۸۱ به‌عنوان یکی از آثار ملی ایران به ثبت رسیده است.